# Jim Curtin
Jim Curtin (Oreland, 23 giugno 1979) è un allenatore di calcio ed ex calciatore statunitense, di ruolo difensore.

## Carriera
Dopo aver fatto parte del Philadelphia Union per 14 anni, di cui dieci da allenatore della prima squadra con cui vinse il MLS Supporters' Shield nel 2020, il 7 novembre 2024 la società annunciò di aver risolto il contratto con Curtin.

## Statistiche

### Statistiche da Allenatore
Statistiche aggiornate al 7 novembre 2024. In grassetto le competizioni vinte.
| Stagione        | Squadra            | Campionato      | Campionato | Campionato | Campionato | Campionato | Coppe nazionali | Coppe nazionali | Coppe nazionali | Coppe nazionali | Coppe nazionali | Coppe continentali | Coppe continentali | Coppe continentali | Coppe continentali | Coppe continentali | Altre coppe | Altre coppe | Altre coppe | Altre coppe | Altre coppe | Totale | Totale | Totale | Totale | % Vittorie | Piazzamento |
| Stagione        | Squadra            | Comp            | G          | V          | N          | P          | Comp            | G               | V               | N               | P               | Comp               | G                  | V                  | N                  | P                  | Comp        | G           | V           | N           | P           | G      | V      | N      | P      | %          | Piazzamento |
| --------------- | ------------------ | --------------- | ---------- | ---------- | ---------- | ---------- | --------------- | --------------- | --------------- | --------------- | --------------- | ------------------ | ------------------ | ------------------ | ------------------ | ------------------ | ----------- | ----------- | ----------- | ----------- | ----------- | ------ | ------ | ------ | ------ | ---------- | ----------- |
| 2014            | Philadelphia Union | MLS             | 18         | 7          | 6          | 5          | USOC            | 3               | 1               | 1               | 1               | -                  | -                  | -                  | -                  | -                  | -           | -           | -           | -           | -           | 21     | 8      | 7      | 6      | 38,10      | Sub, 12°    |
| 2015            | Philadelphia Union | MLS             | 34         | 10         | 7          | 17         | USOC            | 5               | 2               | 3               | 0               | -                  | -                  | -                  | -                  | -                  | -           | -           | -           | -           | -           | 39     | 12     | 10     | 17     | 30,77      | 18°         |
| 2016            | Philadelphia Union | MLS             | 34+1       | 11         | 9          | 14+1       | USOC            | 3               | 2               | 1               | 0               | -                  | -                  | -                  | -                  | -                  | -           | -           | -           | -           | -           | 38     | 13     | 10     | 15     | 34,21      | 13°         |
| 2017            | Philadelphia Union | MLS             | 34         | 11         | 9          | 14         | USOC            | 2               | 1               | 1               | 0               | -                  | -                  | -                  | -                  | -                  | -           | -           | -           | -           | -           | 36     | 12     | 10     | 14     | 33,33      | 16°         |
| 2018            | Philadelphia Union | MLS             | 34+1       | 15         | 5          | 14+1       | USOC            | 5               | 4               | 0               | 1               | -                  | -                  | -                  | -                  | -                  | -           | -           | -           | -           | -           | 40     | 19     | 5      | 16     | 47,50      | 11°         |
| 2019            | Philadelphia Union | MLS             | 34+2       | 16+1       | 7          | 11+1       | USOC            | 1               | 0               | 0               | 1               | -                  | -                  | -                  | -                  | -                  | -           | -           | -           | -           | -           | 37     | 17     | 7      | 13     | 45,95      | 5°          |
| 2020            | Philadelphia Union | MLS             | 20+1       | 12         | 4          | 4+1        | -               | -               | -               | -               | -               | -                  | -                  | -                  | -                  | -                  | MisB        | 6           | 4           | 1           | 1           | 27     | 16     | 5      | 6      | 59,26      | 1°          |
| 2021            | Philadelphia Union | MLS             | 34+3       | 14+2       | 12         | 8+1        | -               | -               | -               | -               | -               | CCL                | 6                  | 3                  | 1                  | 2                  | -           | -           | -           | -           | -           | 43     | 19     | 13     | 11     | 44,19      | 6°          |
| 2022            | Philadelphia Union | MLS             | 34+3       | 19+2       | 10+1       | 5          | USOC            | 1               | 0               | 0               | 1               | -                  | -                  | -                  | -                  | -                  | -           | -           | -           | -           | -           | 38     | 21     | 11     | 6      | 55,26      | 2°          |
| 2023            | Philadelphia Union | MLS             | 34+3       | 15+2       | 10         | 9+1        | USOC            | 1               | 0               | 1               | 0               | CCL                | 6                  | 2                  | 3                  | 1                  | LC          | 7           | 4           | 2           | 1           | 51     | 23     | 16     | 12     | 45,10      | 5°          |
| 2024            | Philadelphia Union | MLS             | 34         | 9          | 10         | 15         | USOC            | -               | -               | -               | -               | CCL                | 4                  | 1                  | 2                  | 1                  | LC          | 4           | 3           | 0           | 1           | 42     | 13     | 12     | 17     | 30,95      | 23º         |
| Totale carriera | Totale carriera    | Totale carriera | 358        | 146        | 90         | 122        |                 | 21              | 10              | 7               | 4               |                    | 16                 | 6                  | 6                  | 4                  |             | 17          | 11          | 3           | 3           | 412    | 173    | 106    | 133    | 41,99      |             |

## Palmarès

### Giocatore

#### Competizioni nazionali
- U.S. Open Cup: 2

Chicago Fire: 2003, 2006
- MLS Supporters' Shield: 1

Chicago Fire: 2003

### Allenatore

#### Club

##### Competizioni nazionali
- MLS Supporters' Shield: 1

Philadelphia Union: 2020

#### Individuale
- Miglior allenatore della Major League Soccer: 2

2020, 2022